# Jan Bogaert
Pour les articles homonymes, voir Bogaert.
Jan Bogaert, né le 3 décembre 1957 à Temse (Flandre-Orientale) et mort le 23 janvier 2024 à Bornem (province d'Anvers), est un coureur cycliste belge actif entre 1980 et 1995.
Bon sprinteur, il remporte de nombreuses kermesses belges. Il détient le record des victoires d'étape au Herald Sun Tour (26)[réf. nécessaire].

## Palmarès

### Palmarès amateur
- 1974
  - 3e du Circuit Het Volk débutants
- 1977
  - Prologue et 7e étape du Tour de Campine
  - 3e de l'Internatie Reningelst
- 1978
  - Prologue du Trophée Peugeot de l'Avenir
  - 3e de Gand-Wervik
- 1979
  - Tour de l'Empordà
  - Circuit franco-belge :
    - Classement général
    - 3e étape

  - Coupe Marcel Indekeu
  - Anderlecht-Evere
  - Internatie Reningelst
  - Prologue du Grand Prix Guillaume Tell (contre-la-montre par équipes)
  - Prologue du Trophée Peugeot de l'Avenir
  - 2e de Paris-Vailly
  - 2e du Grand Prix des Nations amateurs
  - 6e du championnat du monde sur route amateurs

### Palmarès professionnel
| - 1980 - Omloop van de Wase Scheldekant - 2e de Bruxelles-Ingooigem - 2e du Grand Prix Frans Verbeeck - 5e de Gand-Wevelgem - 1981 - La Marseillaise - Grand Prix d'Aix-en-Provence - Classement général des Trois Jours de La Panne - 6e étape du Tour de Suisse - Prologue et 2e étape du Tour des Pays-Bas - Omloop van de Wase Scheldekant - Grand Prix de clôture - 2e du Circuit des Ardennes flamandes - Ichtegem - 2e du Circuit Escaut-Durme - 3e du Grand Prix de Largentière - 3e de Paris-Bruxelles - 1982 - Grand Prix E3 - Coupe Sels - 1reb et 2e étapes du Herald Sun Tour - Grand Prix de Hannut - Omloop van de Wase Scheldekant - 2e du Tour du Limbourg - 2e du Grand Prix de la ville de Saint-Nicolas - 3e du Circuit du Pays de Waes - 3e de la Flèche picarde - 5e du Tour des Flandres - 5e de Gand-Wevelgem - 1983 - Prologue du Tour d'Andalousie (contre-la-montre par équipes) - Grand Prix Betekom - Grand Prix de l'Escaut - Omloop van de Wase Scheldekant - 2e de l'Amstel Gold Race - 3e du Grand Prix Jef Scherens - 10e du Tour des Flandres - 1984 - Nokere Koerse - Nielse Pijl - 3e étape du Tour de Belgique - 3e du Grand Prix d'Aix-en-Provence - 3e du Grote Prijs Dr. Eugeen Roggeman - 1985 - Grand Prix du 1er mai - Prix d'honneur Vic De Bruyne - 2ea, 3eb et 6ea étapes du Herald Sun Tour - 2e du Herald Sun Tour - 3e du Tour du Limbourg - 3e de la Nokere Koerse - 3e du Grand Prix de Hannut - 4e des Quatre Jours de Dunkerque - 8e du Circuit Het Volk | - 1986 - 1reb, 2eb, 4ea, 6eb et 9eb étapes du Herald Sun Tour - 8e des Quatre Jours de Dunkerque - 1987 - 1reb, 2ea, 4eb, 5eb et 8eb étapes du Herald Sun Tour - 3e du Grand Prix de Denain - 1988 - Grand Prix de la ville de Vilvorde - Grand Prix du 1er mai - Prix d'honneur Vic De Bruyne - 1reb et 9eb étapes du Herald Sun Tour - 2e de Bruxelles-Ingooigem - 1989 - Grand Prix de la ville de Rennes - Flèche hesbignonne - 3e étape du Tour de Bavière - Circuit de l'Escaut - Circuit du Houtland - 1re, 3ea et 4eb étapes du Herald Sun Tour - 2e du Circuit du Pays de Waes - 2e de la Ruddervoorde Koerse - 2e du Circuit Escaut-Durme - 2e du Grand Prix Marcel Kint - 1990 - 2e, 5eb, 9e, 10e et 12e étapes de la Milk Race - 1re, 2e, 4eb, 5eb et 6ea étapes du Herald Sun Tour - 2e du Grand Prix de Hannut - 2e de la Puivelde Koerse - 3e du Grand Prix Marcel Kint - 1991 - 1reb étape de la Milk Race - Ruddervoorde Koerse - Puivelde Koerse - 2e du Grand Prix de l'Escaut - 2e du Circuit Escaut-Durme - 3e du Grand Prix du 1er mai - Prix d'honneur Vic De Bruyne - 1992 - Grand Prix du 1er mai - Prix d'honneur Vic De Bruyne - Heusden Koers - Circuit de la région linière - Grote Prijs Dr. Eugeen Roggeman - 2e de la Melbourne to Warrnambool Classic - 2e de la Ruddervoorde Koerse - 2e du Circuit Escaut-Durme - 2e du Grand Prix Marcel Kint - 3e du Textielprijs Vichte - 1993 - 9e étape du Herald Sun Tour - 2e de la Nokere Koerse - 3e de la Heusden Koers - 1994 - Circuit du Pays de Waes |  |

## Résultats sur les grands tours

### Tour de France
2 participations.
- 1981 : non partant (21e étape).
- 1985 : 137e du classement général.

### Tour d'Italie
2 participations.
- 1983 : 137e du classement général.
- 1987 : 132e du classement général.